# Cnodocentron brogimarus
Cnodocentron brogimarus är en nattsländeart som beskrevs av Malicky och Chantaramongkol 1992. Cnodocentron brogimarus ingår i släktet Cnodocentron och familjen Xiphocentronidae. Inga underarter finns listade i Catalogue of Life.